# Vinnie Stigma

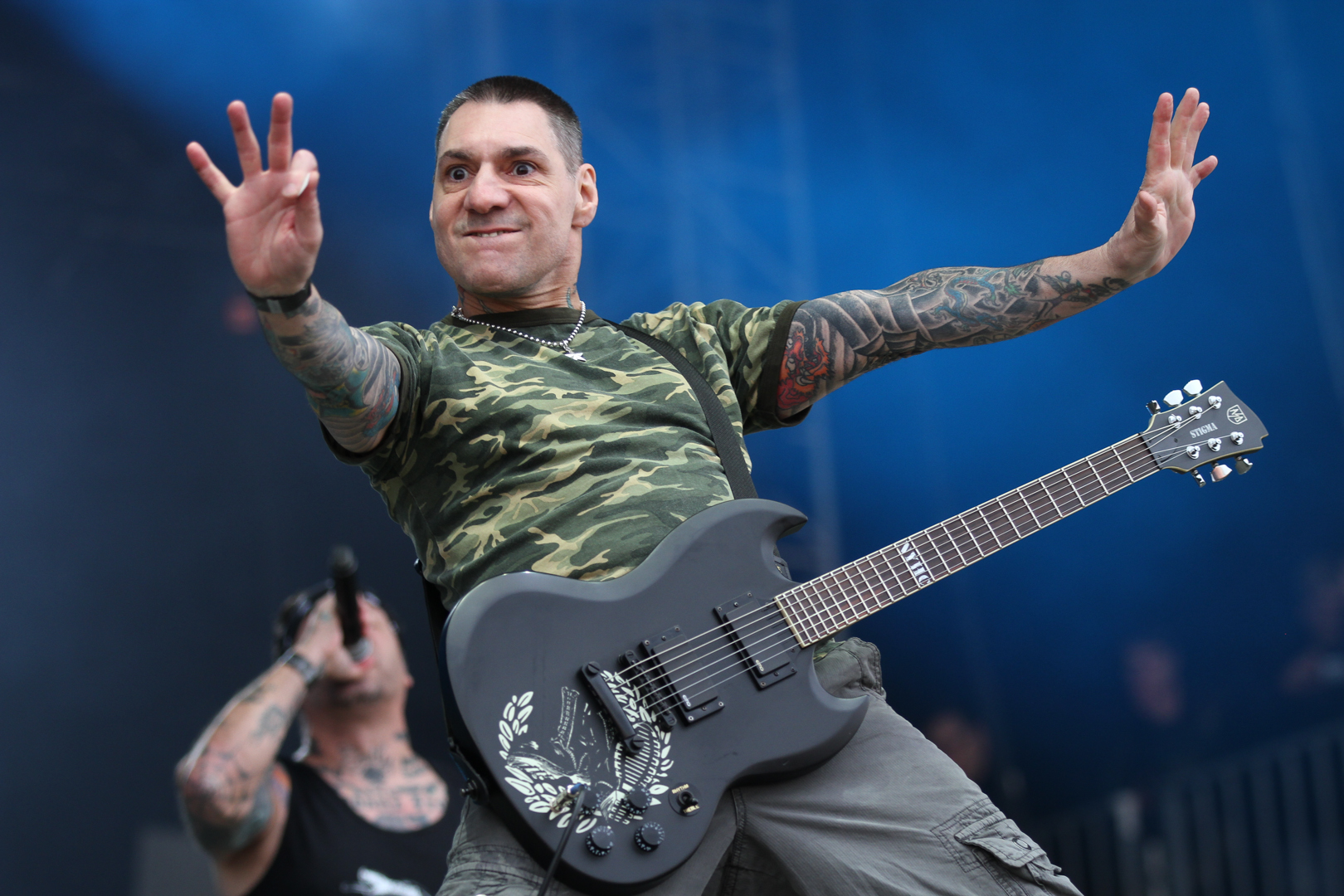
Vinnie Stigma mit Agnostic Front live 2013

Vinnie Stigma (* 3. Dezember 1955 in New York City; bürgerlich Vincent Capuccio) ist ein US-amerikanischer Gitarrist, der vor allem als Gründungsmitglied und einziges Originalmitglied von Agnostic Front bekannt ist. Er war außerdem an der Gründung von Madball beteiligt und veröffentlichte 2008 ein Soloalbum. 

## Werdegang
Vinnie Stigma war bereits vor Agnostic Front ein Urgestein der New Yorker Punkszene. Er spielte in der Punkband The Eliminators, die jedoch nie außerhalb von New York wahrgenommen wurden. Er hatte danach ein Fanzine namens Agnostic Front, das auch als Namensgeber für seine Band diente. Zunächst als reines Spaßprojekt gegründet, wurde die Gruppe erst 1983, mit dem Eintritt von Roger Miret professioneller. Auf der EP United Blood und dem Debütalbum Victim in Pain war sein Gitarrenspiel noch sehr schlecht, ihm gelang es kaum, das Tempo zu halten. Unter dem Druck seiner Bandmitglieder lenkte er schließlich ein und engagierte einen zweiten Gitarristen. Auch Jahre später wurde er immer wieder erwischt, wie er „unplugged“ spielte.
Nach dem Ende von Agnostic Front 1992 kümmerte er sich vorrangig um Madball, die Band von Mirets jüngerem Halbbruder Freddy Cricien. 1994 veröffentlichten sie das erfolgreiche Set It Off-Album. Stigma schied anschließend aus. 1998 spielte er mit Miret zusammen auf einem Madball-Konzert den Iron-Cross-Klassiker Crucified und beschloss anschließend, wieder gemeinsame Sache zu machen. Seitdem ist Agnostic Front wieder aktiv.
2008 veröffentlichte Stigma sein Soloalbum New York Blood. Im gleichen Jahr veröffentlichte er auch einige satirische Werbespots zur Präsidentschaftswahl in den Vereinigten Staaten. 2009 erschien New York Blood, ein Film von Nick Oddo, in dem Capuccio eine der Hauptrollen spielt.
Von 1999 bis 2015 betrieb Capuccio gemeinsam mit Jimmy Gestapo von Murphy’s Law in New York das Tätowierstudio New York Hardcore Tattoo in der Stanton Street im Lower East Side. An das Tätowierstudio war ein Label angeschlossen, das neben seinem Soloprojekt auch Murphy’s Law vermarktete.

## Diskografie

### Soloalben
- 2008: New York Blood (I Scream Records)
- 2013: For Love And Glory (Durty Mick Records)

### Mit Agnostic Front
- siehe Agnostic Front#Diskografie

### Mit Madball
- Ball of Destruction (Demo, 1989)
- Droppin’ Many Suckers (EP, 1992)
- Set It Off (1994)

### Gastbeiträge (Auswahl)
- Skinnerbox: What You Can Do, What You Can’t (Gastsänger, 1997)
- 25 Ta Life: Friendship Loyalty Commitment (1999)
- Loved & Hated: Hardcore Punk’s Not Dead (Gastsänger, 2002)
- Harley’s War: Cro-Mag (2003)
- 25 Ta Life: Haterz Be Damned (Background-Gesang, Produzent, 2004)
- Roger Miret and the Disasters: My Riot (Background-Gesang, 2006)